# Polarizzabilità
In fisica, in particolare in elettromagnetismo e nella fisica dello stato solido, la polarizzabilità rappresenta la tendenza di una distribuzione di carica elettrica, quale la nuvola elettronica di un atomo o una molecola, a modificare la sua posizione originaria per l'effetto di un campo elettrico esterno. Tale fenomeno genera un momento di dipolo elettrico, e la polarizzabilità ne quantifica la proporzionalità al campo.
Nel caso si consideri la polarizzazione nei materiali, il termine polarizzabilità elettrica è riferito in relazione a un atomo, mentre il termine polarizzabilità molecolare si riferisce ad una molecola, e denota lo spostamento relativo che subiscono i nuclei costituenti la molecola per effetto del campo elettrico. La polarizzabilità delle singole particelle è messa in relazione con la suscettività elettrica media attraverso l'equazione di Clausius-Mossotti.
Si tratta di una grandezza che influenza diverse proprietà fisiche e fisico-chimiche delle sostanze, come l'indice di rifrazione, l'attività ottica e i legami chimici secondari come le forze dispersive di London. I sistemi caratterizzati da un maggior numero di elettroni tendono ad avere una maggiore polarizzabilità, legata al fatto che gli elettroni più esterni sono maggiormente schermati e risentono meno dell'effetto del nucleo.

## Polarizzabilità elettrica
La polarizzabilità elettrica, normalmente indicata con {\displaystyle \alpha }, è definita come lo spostamento subito da una distribuzione di carica elettrica, come la nube elettronica di un atomo rispetto al nucleo, per effetto dell'azione di un campo elettrico {\displaystyle \mathbf {E} }. Il campo genera un momento di dipolo {\displaystyle \mathbf {p} } dato dalla relazione:
{\displaystyle \mathbf {p} =\alpha \mathbf {E} }
Nel caso in cui lo spostamento subito dalla distribuzione di carica sia esclusivamente parallelo alla direzione del campo, la polarizzabilità elettrica è solitamente una funzione costante. In generale l'azione del campo determina una deformazione in più direzioni, e la polarizzabilità è in tal caso descritta da un tensore.
L'unità di misura della polarizzabilità nel Sistema Internazionale è C·m2·V-1. Spesso la polarizzabilità è espressa come un volume di polarizzabilità, che è denotato con {\displaystyle \alpha '} e definito dalla relazione:
{\displaystyle \alpha {\boldsymbol {'=}}{\frac {10^{6}}{4\pi \varepsilon _{0}}}\alpha {\boldsymbol {}}}
dove {\displaystyle \varepsilon _{0}} è la costante dielettrica del vuoto, {\displaystyle \alpha } è espressa in unità SI e {\displaystyle \alpha '} in cm³. Il volume di polarizzabilità ha le dimensioni di un volume, e l'unità di misura utilizzata nella pratica comune per esprimere il suo valore è il cm³ o Å3, per i quali vale la relazione Å3 = 10-24 cm³. H.A. Lorentz e L.V. Lorenz correlarono il volume di polarizzabilità con la rifrazione molare a lunghezza d'onda infinita (frequenza della radiazione utilizzata eguale a zero) tramite l'equazione:
{\displaystyle R_{0}={\frac {4}{3}}\pi N\alpha '}
dove {\displaystyle R_{0}} è la rifrazione molare a lunghezza d'onda infinita ed N la costante di Avogadro.

## Polarizzabilità molecolare
Si consideri un solido composto da un grande numero di atomi e molecole. Per ogni molecola presente si genera un momento di dipolo {\displaystyle \mathbf {p} _{i}}, relativo all'i-esimo tipo di molecola. Il vettore di polarizzazione è definito nel seguente modo:
{\displaystyle \mathbf {P} (\mathbf {x} )=\sum _{i}N_{i}\langle \mathbf {p} _{i}\rangle }
dove {\displaystyle N_{i}} è il numero medio di molecole presenti per l'i-esima tipologia nel punto {\displaystyle \mathbf {x} } per unità di volume (si considera un piccolo volume centrato in {\displaystyle \mathbf {x} }).
Supponendo di trovarsi in un dielettrico perfetto ed amorfo, in cui le interazioni tra le molecole sono trascurabili, il vettore di polarizzazione assume la forma:
{\displaystyle \mathbf {P} =N\langle \mathbf {p} _{mol}\rangle }
dove {\displaystyle \mathbf {p} _{mol}} è il momento di dipolo molecolare medio. In materiali densi la polarizzazione delle molecole per effetto di un campo esterno {\displaystyle \mathbf {E} } produce un campo aggiuntivo {\displaystyle \mathbf {E} _{i}} all'interno del materiale, che si somma al campo esterno. Si definisce in tale contesto la polarizzabilità molecolare {\displaystyle \gamma _{mol}} come la costante di proporzionalità tra {\displaystyle \langle \mathbf {p} _{mol}\rangle } ed il campo totale:
{\displaystyle \langle \mathbf {p} _{mol}\rangle =\varepsilon _{0}\gamma _{mol}(\mathbf {E} +\mathbf {E} _{i})}
dove {\displaystyle \varepsilon _{0}} è la costante dielettrica del vuoto. La polarizzabilità molecolare può essere assunta costante per un grande range di intensità del campo.
Supponendo sferico il volume infinitesimo, il campo interno può essere scritto come:
{\displaystyle \mathbf {E} _{i}={\frac {1}{3\varepsilon _{0}}}\mathbf {P} }
e quindi si ha:
{\displaystyle \mathbf {P} =N\gamma _{mol}\left(\varepsilon _{0}\mathbf {E} +{\frac {1}{3}}\mathbf {P} \right)}
Utilizzando il fatto che {\displaystyle \mathbf {P} =\varepsilon _{0}\chi \mathbf {E} }, dove {\displaystyle \chi } è la suscettività elettrica, si ottiene:
{\displaystyle \chi ={\frac {N\gamma _{mol}}{1-{\frac {1}{3}}N\gamma _{mol}}}}
Tale espressione mette in relazione una quantità macroscopica, la suscettività elettrica, ed una grandezza microscopica, la polarizzabilità molecolare. Se si esprime la polarizzabilità in funzione della permittività elettrica si ottiene l'equazione di Clausius-Mossotti.

### Modello per la polarizzabilità molecolare
Per descrivere la formazione di un dipolo elettrico si assume che le cariche {\displaystyle e}, costituite da elettroni e ioni di massa {\displaystyle m}, siano legate agli atomi attraverso una forza {\displaystyle \mathbf {F} } di tipo armonico:
{\displaystyle \mathbf {F} =-m\omega _{0}^{2}\mathbf {x} =-e\mathbf {E} }
dove {\displaystyle \omega _{0}} la frequenza di oscillazione attorno al punto di equilibrio ed {\displaystyle \mathbf {E} } il campo applicato. Il momento di dipolo indotto è dato pertanto dalla relazione:
{\displaystyle \mathbf {p} _{mol}=e\mathbf {x} ={\frac {e^{2}}{m\omega _{0}^{2}}}\mathbf {E} }
da cui segue che:
{\displaystyle \gamma ={\frac {e^{2}}{m\omega _{0}^{2}\varepsilon _{0}}}}
Ponendo che in ogni molecola del mezzo vi sia un insieme di cariche {\displaystyle e_{j}} di massa {\displaystyle m_{j}} che oscillano con frequenza {\displaystyle \omega _{j}}, si ha:
{\displaystyle \gamma _{mol}={\frac {1}{\varepsilon _{0}}}\sum _{j}{\frac {e^{2}}{m\omega _{0}^{2}}}}
Il valore di {\displaystyle \gamma } può essere stimato sapendo che solitamente è confrontabile con le dimensioni della molecola.